# Evadarea (film din 1975)
Evadarea este un film românesc din 1975 regizat de Ștefan Traian Roman. Rolurile principale au fost interpretate de actorii Gheorghe Dinică, Jean Constantin și Emmerich Schäffer.

## Prezentare
Doi militari români dintr-o unitate de cercetare-diversiune, acționând în Cehoslovacia, în Munții Tatra, cad prizonieri la nemți. Ei reușesc să evadeze împreună cu alți prizonieri și să-i lichideze pe dușmani.

## Distribuție
- Gheorghe Dinică — căpitanul Stoian
- Jean Constantin — sergentul transmisionist Ion Ion („nea Jean”)
- Emmerich Schäffer — medicul militar englez, prizonier de război
- Ion Bog — farmacistul danez Larsen, prizonier de război
- Emanoil Petruț — colonelul von Stock, comandantul taberei germane
- Silviu Stănculescu — ofițerul SS Helmuth din tabăra germană
- Ion Marinescu — partizanul ceh Janek, călăuza grupului
- Constantin Codrescu — colonelul Vlăsceanu
- Constantin Guriță — ofițerul SS care-i transportă pe prizonieri în tabără
- Mihai Pălădescu — generalul român
- Petrică Popa
- Ion Punea
- Iulian Necșulescu — general român, șeful Marelui Stat Major
- Constantin Florescu
- Nicolae Ivănescu
- Andrei Prajovschi
- Mircea Moldovan
- Tudor Stavru
- Alexandru Manea
- Fabian Gavriluțiu

## Producție
Filmările au avut loc în perioada ____. Cheltuielile de producție s-au ridicat la ___ lei.

## Primire
Filmul a fost vizionat de 5.207.211 de spectatori în cinematografele din România, după cum atestă o situație a numărului de spectatori înregistrat de filmele românești de la data premierei și până la data de 31 decembrie 2014 alcătuită de Centrul Național al Cinematografiei.